# Jacques Stablinski
Jacques Stablinski (* 11. August 1957 in Mortagne-du-Nord) ist ein ehemaliger französischer Radrennfahrer und nationaler Meister im Radsport.

## Sportliche Laufbahn
Stablinski war Straßenradsportler. Er gewann 1975 die nationale Meisterschaft im Straßenrennen der Amateure vor Bernard Osmont sowie das Eintagesrennen Prix des Flandres Françaises. Mit dem Radsport begann er im Verein US Valenciennes. Als Amateur hatte er rund 80 Siege in Radrennen.
1979 und 1980 fuhr er als Berufsfahrer, hatte jedoch keine Erfolge aufzuweisen.

## Familiäres
Er ist der Sohn des ehemaligen Radprofis und Weltmeisters Jean Stablinski.